# Сокирко Костянтин Андрійович
Костянтин Андрійович Сокирко (18 вересня 1904, місто Херсон — ?) — український радянський діяч, голова Херсонського міськвиконкому, 1-й секретар Херсонського міського комітету КПУ.

## Біографія
Член ВКП(б) з 1929 року.
З 1942 року — на політичній роботі в Червоній армії.
У листопаді 1943 — березні 1944 року — голова виконавчого комітету Чаплинської районної ради депутатів трудящих Миколаївської області.
З березня по травень 1944 року — голова виконавчого комітету Херсонської міської ради депутатів трудящих Миколаївської області.
До листопада 1946 року — 3-й секретар Херсонського міського комітету КП(б)У.
У листопаді (затв.) 1946 — листопаді 1948 року — заступник секретаря Херсонського обласного комітету КП(б)У із торгівлі та громадського харчування.
У жовтні 1948 — 1950 року — голова Херсонської обласної ради професійних спілок.
До червня 1953 року — заступник голови виконавчого комітету Херсонської обласної ради депутатів трудящих.
У червні (затв.) 1953 — грудні 1957 року — 1-й секретар Херсонського міського комітету КПУ.
У 1963 — грудні 1964 року — голова партійної комісії Херсонського промислового обласного комітету КПУ.
З грудня 1964 до 20 листопада 1970 року — голова партійної комісії Херсонського обласного комітету КПУ.
З листопада 1970 року — персональний пенсіонер.
Подальша доля невідома.

## Військові звання
- старший політрук

## Нагороди
- медаль «За бойові заслуги» (17.07.1944)
- медаль «За перемогу над Німеччиною у Великій Вітчизняній війні 1941—1945 рр.»
- Почесна грамота Президії Верховної Ради Української РСР (19.09.1964)